# Irish Naturalists' Journal
Irish Naturalists' Journal est une revue scientifique irlandaise d'histoire naturelle, à comité de lecture, publiée depuis 1925. Il s'agit du successeur du Irish Naturalist.